# Espion, où es-tu ? M'entends-tu ?
Espion, où es-tu ? M'entends-tu ? est un roman d'espionnage humoristique français de Charles Exbrayat publié en 1962.

## Résumé
Andreï Igorovitch Narenev, un espion russe, s'assure la complicité de Rosa Patache, serveuse de restaurant qui s'occupe également de l'entretien ménager au quartier général de l'OTAN, afin de dérober les plans d'une fusée à tête chercheuse stockés sur microfilm. 
Assez butée et plutôt stupide, Rosa est très amoureuse d'Andreï et, une fois sa mission accomplie, elle croit naïvement qu'il l'emmènera avec lui. Ainsi, le Russe, qui croyait passer sans anicroche la frontière italienne avant de franchir le rideau de fer pour gagner la Yougoslavie, se rend-t-il compte qu'il est tombé dans un joli bourbier quand Rosa débarque à la gare avec Lili, sa gamine délurée, liée d'amitié avec Hector Pouliquet, fils unique des Pouliquet, une famille aristocratique du quartier lyonnais d'Ainay.
Le voyage promet d'être bien long et bien compliqué pour l'agent russe qui n'en demandait pas tant.

## Particularités du roman
Un des premiers romans d'espionnage de Charles Exbrayat appartenant à sa veine humoristique. Selon Jacques Baudou, Exbrayat aborde « le genre par le biais de l'humour avec quelques jolies réussites, [notamment] Une ravissante idiote et Espion, où es-tu ? M'entends-tu ? ».

## Éditions
- Librairie des Champs-Élysées, coll. « Le Masque. Espionnage », 2e série, no 15, 1962 (BNF 33001196) ;
- Librairie des Champs-Élysées, coll. « Club des Masques » no 98, 1976  (ISBN 2-7024-0146-5) ;
- Librairie des Champs-Élysées, coll. « Le Masque » no 1761, 1984  (ISBN 2-7024-1575-X) ; réimpression en 1992  (ISBN 2-7024-2305-1).

## Adaptation cinématographique
1965 : Pas de caviar pour tante Olga, film français réalisé par Jean Becker, adaptation du roman Espion, où es-tu ? M'entends-tu ?, avec Pierre Brasseur, Francis Blanche, Pierre Vernier et Dora Doll

## Source
- Jacques Baudou et Jean-Jacques Schleret, Le Vrai Visage du Masque, vol. 1, Paris, Futuropolis, 1984, 476 p. (OCLC 311506692), p. 182